# Головнёв, Владимир Александрович
Владимир Александрович Головнёв (р. 25 января 1970, Владивосток) — Акционер и основатель ГК «Восток-Сервис». Российский бизнесмен, политик, член партии «Единая Россия».

## Биография
Окончил среднюю школу с золотой медалью; в 1993 г . — с отличием Московский авиационный институт. В 1995 г. окончил Академию народного хозяйства им. Г. В. Плеханова; в 2006 г. — аспирантуру Ивановской текстильной академии, защитил диссертацию на соискание учёной степени кандидата экономических наук.
С 1992 г. занимается предпринимательской деятельностью: организовал предприятие по производству рабочей одежды (с 1996 г. — Ассоциация предприятий текстильной и лёгкой промышленности «Восток-Сервис Архивная копия от 10 декабря 2021 на Wayback Machine»). С 2012 по 2014 гг. — президент группы компаний «Восток-Сервис». С 2014 по 2024 гг. – Уполномоченный по защите прав предпринимателей в Московской области.
Один из организаторов Общероссийской общественной организации «Деловая Россия» (с 2003 г. — сопредседатель); руководитель Комитета по укреплению социальной ответственности бизнеса. Состоит в Координационном совете Предпринимательских союзов, Торгово-промышленной палате России,  Российском Союзе промышленников и предпринимателей.
Участвует в оказании благотворительной помощи Русской православной церкви, школам, детским домам, детским спортивным организациям и творческим коллективам.

### Семья
Женат, имеет сына и двух дочерей.

## Политическая деятельность
Член партии «Единая Россия».
В 1999 г. баллотировался в Государственную Думу (избран не был). На выборах 2 декабря 2007 г. избран депутатом Государственной Думы пятого созыва по федеральному списку партии «Единая Россия». С января 2008 г. являлся первым заместителем председателя Комитета Государственной Думы по экономической политике и предпринимательству. Полномочия депутата завершились в 2011 году.

## Награды и признание
- Почётный гражданин г. Владивостока (2005)
- Почётный работник текстильной и лёгкой промышленности
- Заслуженный предприниматель России
- Звезда российского менеджмента-2005 (общественная награда)
- премия «Национальное величие»
- орден «Меценат России» (Академия проблем безопасности, обороны и правопорядка)
- медали и дипломы ВВЦ.
- Благодарность Правительства Российской Федерации (23 марта 2010 года) — за заслуги в законотворческой деятельности Государственной Думы Федерального Собрания Российской Федерации[5]